# 1,4-Dioksan
1,4-Dioksan, često samo dioksan jer su 1,2 i 1,3 izomeri dioksana ređi, je heterociklično organsko jedinjenje. On je bezbojna tečnost sa blago slatkim mirisom, koji je sličan dietil etru. On se klasifikuje kao etar. Dioksan se uglavnom koristi kao stabilizator za rastvarač trihloroetan. On je ponekad koristi kao rastvarač.

## Sinteza i struktura
Dioksan se formira kiselinom katalizovanom dehidracijom dietilen glikola, koji se formira hidrolizom etilen oksida. Ovaj molekul je centrosimetričan, te poprima konformaciju stolice, što je tipično za jedinjenja srodna cikloheksanu. Molekul je konformaciono fleksibilan.
Dioksan ima tri izomera. Pored 1,4-dioksan, poznati su 1,2-dioksan i 1,3-dioksan.